# Unia Racjonalistyczna
Unia Racjonalistyczna (fr. Union Rationaliste) – francuskie stowarzyszenie propagujące racjonalizm światopoglądowy, założone w 1930 z inicjatywy wybitnego fizyka Paula Langevina, współpracownika i partnera Marii Skłodowskiej-Curie.
W swych szeregach ma – i zawsze miało – wybitnych członków, laureatów Nagrody Nobla, członków Instytutu Francuskiego, pisarzy, ale także innych członków, których łączy pragnienie poszukiwania, refleksji i działania, niezależnie od pochodzenia i wykształcenia. Organizacja ta wydaje dwumiesięcznik Les Cahiers Rationalistes oraz kwartalnik Raison Présente.
Pod wpływem UR Polski Związek Myśli Wolnej powołał, również w 1930, Warszawskie Koło Intelektualistów.

## Postulaty
Unia Racjonalistyczna:
- odrzuca dogmatyzm w zakresie doktryny i moralności
- walczy o zachowanie państwa świeckiego (laickiego, sekularystycznego), wolnego od zagrożenia indoktrynacją młodzieży
- działa na rzecz niezależności i prestiżu szkolnictwa publicznego
- występuje przeciwko wszelkim formom irracjonalizmu, zarówno starym, jak i nowym
- krzewi wolność, zgodnie z prawem Republiki Francuskiej.

## Członkowie

### Zarząd
- Prezes: Hélène Langevin-Joliot, emerytowana dyrektorka badań w CNRS, wnuczka Marii Skłodowskiej-Curie
- Wiceprezes: Michel Petit, członek Instytutu Francuskiego
- Sekretarz generalny: Gérard Fussman, profesor w Collège de France

### Skład Komitetu Honorowego
- Alan Sokal
- Jacques Bouveresse, profesor w Collège de France
- Jean-Pierre Vernant, profesor w Collège de France
- Maurice Agulhon, profesor w Collège de France
- Honorowy prezes: Evry Schatzman, znakomity astrofizyk, członek Instytutu Francuskiego
- Jean-Claude Pecker, członek Instytutu Francuskiego
- Maurice Tubiana, członek Instytutu Francuskiego
- Jean-Pierre Kahane
- Albert Memmi
- Marcel-Francis Kahn
- Robert Joly
- Herbert Weisinger
- Olivier Bloch